# 長野県長野盲学校
長野県長野盲学校（ながのけん ながのもうがっこう）は、長野県長野市北部に位置する、視覚障害のある幼児児童生徒を対象とした特別支援学校である。幼稚部、小学部、中学部、高等部、ならびに理療科を設置し、通級指導教室や3歳未満の幼児を対象とした早期支援教室も併設している。

## 概要
- 長野市朝陽地区の福祉避難所に指定されている[2]。
- 寄宿舎が設置されている[3]。
- 生徒のうち約2割が全盲、約8割が弱視である。視覚障がいのある教職員も複数在職している[4]。

## 就学対象
本校の就学対象は、以下のように定められている。
```
両眼の視力がおおむね0.3未満の者、または視力以外の視機能に高度な障がいがある者のうち、拡大鏡を使用しても通常の文字や図形などを視覚によって認識することが不可能、あるいは著しく困難な程度の者。
```

## 教育課程（高等部）
保健理療科（高等部本科）
職業高校に相当し、卒業時には高等学校卒業資格とともに、あん摩マッサージ指圧師の国家試験受験資格が得られる。解剖学や生理学といった専門科目のほか、国語・社会・数学などの普通科目も履修する。修業年限は3年。
専攻科理療科
専門学校に相当し、あん摩マッサージ指圧師、はり師、きゅう師の国家試験受験資格を得ることができる。解剖学・生理学・臨床医学などの専門科目を中心に3年間学ぶ。

## 交流教育
地域の小学校・中学校・高等学校・幼稚園との交流教育を継続的に実施している。昭和54年（1979年）には小学部・中学部での交流が開始され、小学部は長野市立朝陽小学校、中学部は長野市立三陽中学校と連携した。翌昭和55年（1980年）には高等部でも長野高等学校との交流が始まり、平成2年（1990年）には幼稚部がみかさ幼稚園・あかしや幼稚園と提携して交流教育を行っている。

## 児童・生徒数
令和7年（2025年）の在籍状況は以下のとおり。
| 部門         | 在籍者数 |
| ------------ | -------- |
| 幼稚部       | 0名      |
| 小学部       | 7名      |
| 中学部       | 5名      |
| 高等部普通科 | 9名      |
| 保健理療科   | 1名      |
| 専攻科理療科 | 3名      |
| 合計         | 25名     |